# 福江島分屯基地
福江島分屯基地（ふくえじまぶんとんきち、JASDF Fukuejima Sub Base）是日本航空自衛隊春日基地的分屯基地，位于長崎県五島市三井乐町嶽770-1、標高183m的京之岳山頂部，駐有第15警戒隊。另外还有福江島着陸場（三井乐町浜之畔郷。有一条宽50m、长900m的跑道）。
分屯基地司令由第15警戒隊長兼任。

## 配置部隊
- 第15警戒隊

## 沿革
- 1941年（昭和16年） 8月 - 设立旧陆军京之岳监视所
- 1949年（昭和24年） 1月 - 设立美国空军雷达站
- 1954年（昭和29年  11月 - 航空自卫队西部警戒队移驻至此
- 1959年（昭和34年） 6月 - 美国空军向日方全面移交设施
- 1961年（昭和36年） 7月 - 改编为西部航空警戒管制团第15警戒群
- 2003年（平成15年） 3月 - 改编为西部航空警戒管制团第15警戒队